# Se spominjaš Afrike?
Se spominjaš Afrike je avtobiografski roman, ki ga je Zdenka Žebre napisala v drugi osebi in opisuje njeno življenje v Afriki, v 60. in 70. letih dvajsetega stoletja. V Afriki je spremljala svojega moža, ki je delal v rudnikih zlata kot strokovnjak iz Jugoslavije.   

## Vsebina
Roman je razdeljen na dva dela. Prvi del z naslovom Trinajst mesecev sonca opisuje njeno življenje v Etiopiji, drugi del, Črna zvezda Danica, pa življenje v Gani. 
Etiopija je prostorna gorska planota, presekana s številnimi globokimi dolinami in kanjoni brez življenja. Tu se je začelo njeno afriško življenje. Mož je delal v rudniku zlata. Z njim je potovala tudi, ko je obiskoval druge rudnike, da presodi možnosti njihovega izkoriščanja rude. Zadovoljna je bila, ker je veliko potovala (potovati=živeti). Očarala jo je vljudnost Etiopijcev, njihovo uglajeno življenje in vedno prisoten smehljaj. Bila je izpostavljena veliko nevarnostim. Napadla jo je pljuvajoča kobra, ogrožal pa jo je tudi leopard. 
Presenečena je bila nad mestom Adis Abeba, saj nikjer v Afriki ni naletela na toliko beračev na kupu. Potovanja so bila nevarna, zato so jima svetovali, da ju spremlja oboroženo spremstvo. Prospektor Mikael je poskrbel za dovoljenja za gibanje povsod, vendar brez orožja in čuvajev. Pred odhodom iz Etiopije jima je njun voznik Abaj skušal prodati svojega otroka. 
Dopovedala mu je, da bi si s takim dejanjem naprtila na glavo sodišče in kazen. 
Ob prvem stiku z Gano je avtorica ugotovila, da le ta ni nič podobna Etiopiji. Razlikujeta se po pokrajini, podnebju, zgodovini in tradiciji. Iz Akre sta z možem odpotovala v Kumasaj. Tu ju je počakal možev voznik Kofi in ju odpeljal »domov« do rudnika zlata v Dunkwi. Z okolico in njeno urejenostjo je bila zelo zadovoljna. Med pogovori ji je velikokrat prišlo na uho Akomfu Anoči. Hotela je čim več izvedeti o tej mitološki osebnosti iz preteklosti. V Kumasajskem se je spoprijateljila z uslužbenko Abo, kamor je dvakrat tedensko hodila v Kumasaj in poizvedovala o Aočiju, saj je hotela o njem napisati knjigo . 
Na srečanje vračev v Anočijevem svetišču je bila povabljena tudi sama. V svetišče ni smela stopiti bela noga, a je to vseeno storila. Zalotil jo je stražar. Dala mu je šop bankovcev, da očisti svetišče in nikomur ne črhne besedice o spodrsljaju. 
Težave z zdravjem, ki so sledile, je podzavestno, čeprav ni verjela v to, pripisovala Aočiju. Različni pregledi pri zdravnikih niso pokazali ničesar. A ona je hirala, vročina, bledica in slabost so jo neprestano spremljale. Zdravniki so iskali »afriške bolezni«. Šele doma je zdravnica ugotovila virusno bolezen. Zdravljenje je bilo dolgotrajno, nadaljevala ga je v Afriki. Po štirih mesecih jemanja zdravil se je morala vrniti domov, na dokončni spopad z zahrbtno boleznijo.
Niti trenutek ni podvomila, da jo bo življenjska usoda za zmerom ločila od črne Afrike. Nikoli več se nista videli.

## Zbirka
Roman je izšel v zbirki Spomini in izpovedi

## Izdaje in prevodi
Slovenska izdaja knjige iz leta 2003 (COBISS)